# Iba (djur)
Iba är ett släkte av insekter. Iba ingår i familjen Clastopteridae.
Kladogram enligt Catalogue of Life:
| Iba | \| \| Iba bakeri \| \| \| \| \| \| Iba cuneata \| \| \| \| |
|     | \| \| Iba bakeri \| \| \| \| \| \| Iba cuneata \| \| \| \| |
|     | Clastoptera                                                |
|     |                                                            |
|     | Parahindoloides                                            |
|     |                                                            |
|     | Iba bakeri                                                 |
|     |                                                            |
|     | Iba cuneata                                                |
|     |                                                            |

|  | Iba bakeri  |
|  |             |
|  | Iba cuneata |
|  |             |